# Niedersteinbach
Niedersteinbach település Franciaországban, Bas-Rhin megyében. Lakosainak száma 115 fő (2022. január 1.). Niedersteinbach Lembach és Obersteinbach községekkel határos.

## Népesség
A település népességének változása:
| Lakosok száma | 136  | 127  | 130  | 122  | 118  | 115  | 115  | 115  | 115  |
|               | 2013 | 2015 | 2016 | 2017 | 2018 | 2019 | 2020 | 2021 | 2022 |